# Kuusiku (Rapla)
Kuusiku (Duits: Saage) is een plaats in de Estlandse gemeente Rapla, provincie Raplamaa. De plaats heeft de status van vlek (Estisch: alevik).

## Bevolking
De ontwikkeling van het aantal inwoners blijkt uit het volgende staatje:
| Jaar            | 2000 | 2011 | 2017 | 2019 | 2021 |
| --------------- | ---- | ---- | ---- | ---- | ---- |
| Aantal inwoners | 225  | 171  | 190  | 185  | 181  |

## Ligging
Kuusiku ligt aan de Tugimaantee 28, de weg van Rapla naar Märjamaa, en aan de rivier Vigala.

## Geschiedenis
In 1546 werd voor het eerst een landgoed Saage genoemd. Een nederzetting Kusiko op het landgoed kwam pas later, in 1732.
Het landgoed was achtereenvolgens in handen van de families Wrangel, von Hastfer en von Lilienfeld. De laatste eigenaar voor de onteigening door het onafhankelijk geworden Estland in 1919 was Otto von Lilienfeld.
Het landhuis van het landgoed dateert van het eind van de 18e eeuw. Het is vele malen verbouwd. Het landhuis en de bijgebouwen, waarvan de meeste bewaard gebleven zijn, liggen rond een grasveld. De rivier Vigala stroomt langs het complex. Na lange tijd als kleuterschool gebruikt te zijn kwam het landhuis in particuliere handen.
Toen de Sovjet-Unie in de herfst van 1939 na het Molotov-Ribbentroppact Estland had gedwongen Sovjettroepen op zijn grondgebied toe te staan, legden die troepen bij Kuusiku het militaire vliegveld Kahametsa aan, dat in 1941 het toneel werd van een veldslag tussen de legers van de Sovjet-Unie en nazi-Duitsland. Bij de plaats waar het vliegveld heeft gelegen ligt een massagraf voor 61 Sovjetsoldaten met een gedenksteen. Na de Tweede Wereldoorlog werd het vliegveld buiten gebruik gesteld. In 1951 werd ten noorden van het oude vliegveld, bij het dorp Iira, een nieuw vliegveld aangelegd, dat sinds 1996 een civiele bestemming heeft. Het vliegveld wordt Kuusiku lennuväli (vliegveld van Kuusiku) of Rapla lennuväli (vliegveld van Rapla) genoemd.
In 1977 kreeg Kuusiku de status van vlek.

## Foto's

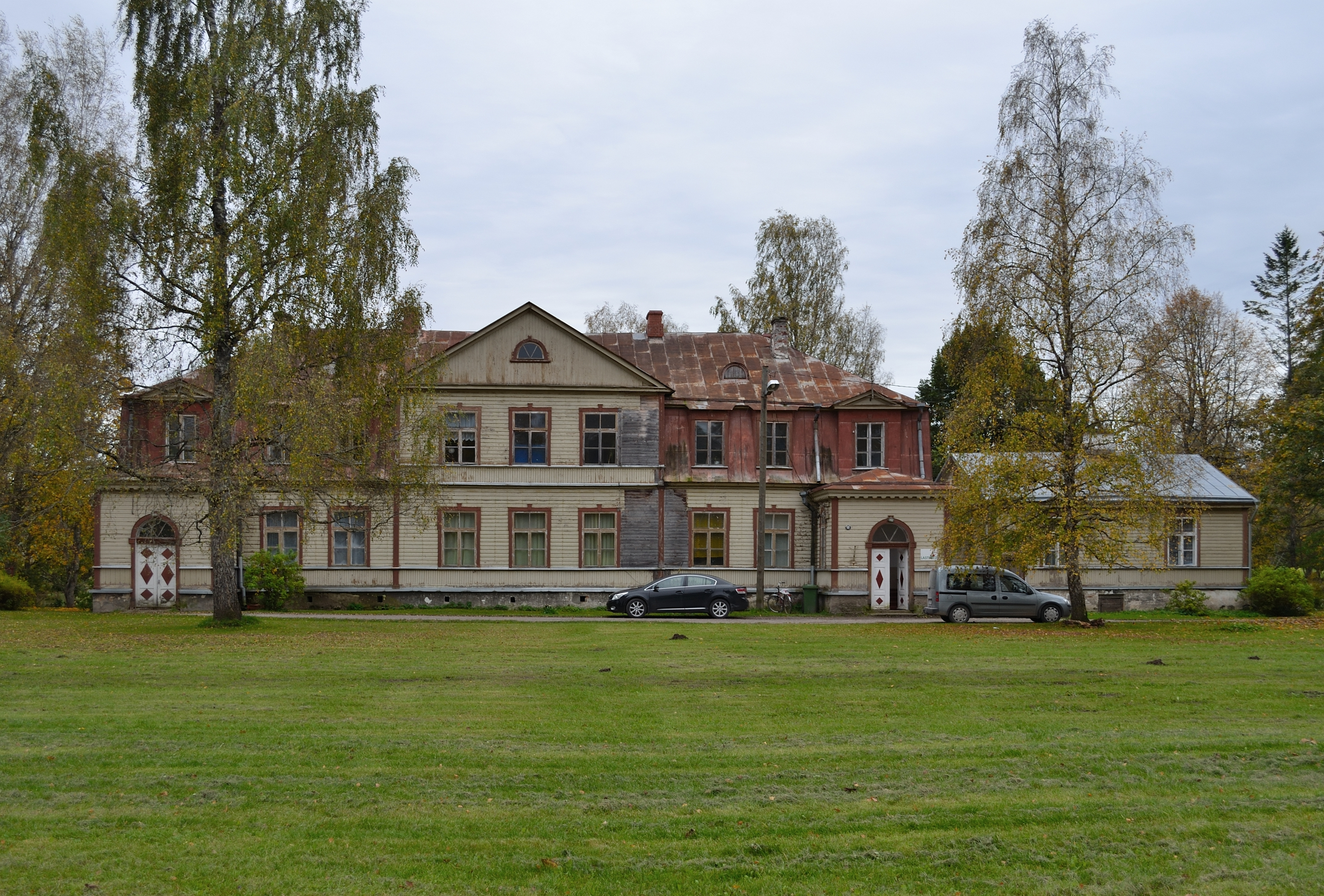
Het landhuis van Kuusiku
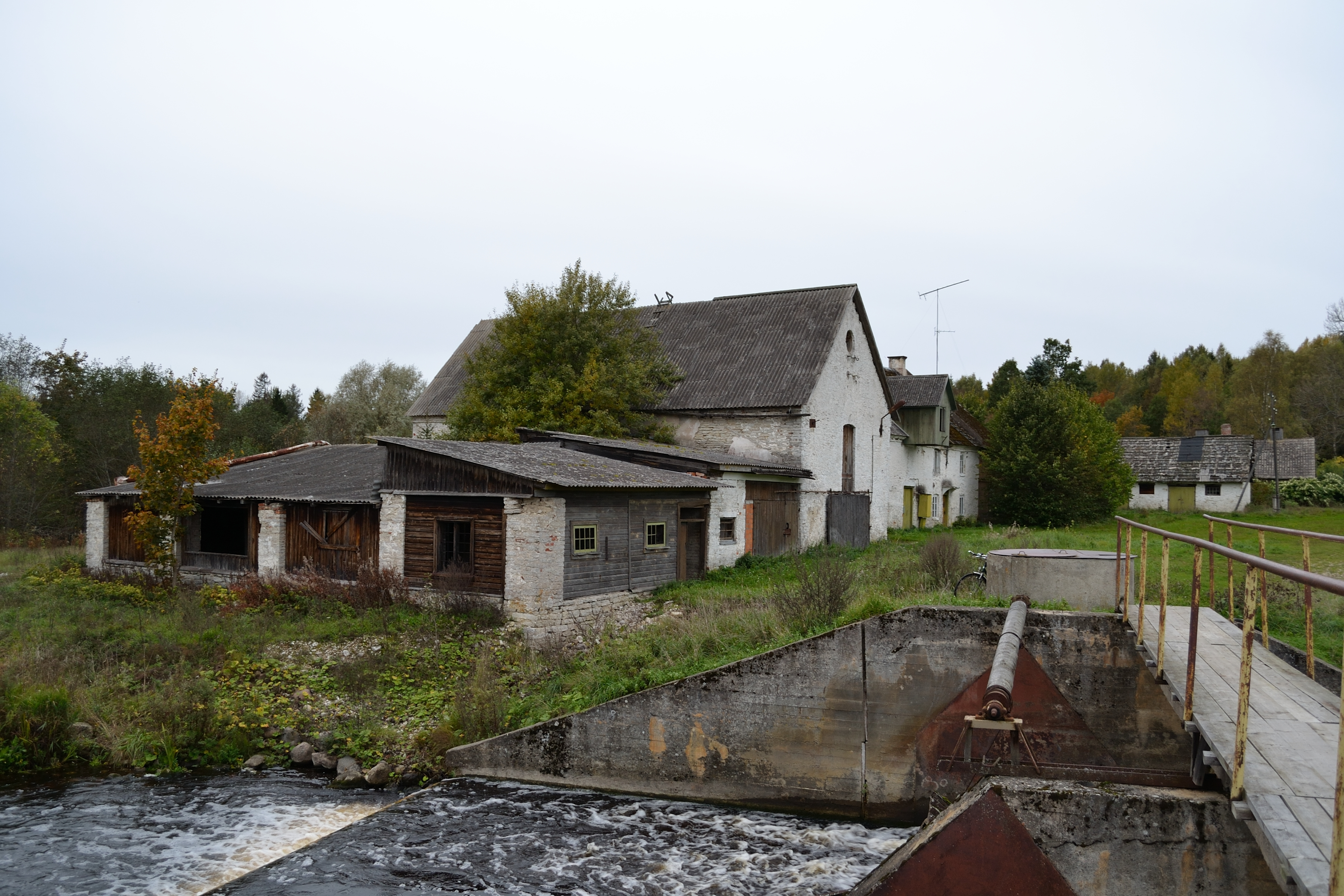
Watermolen
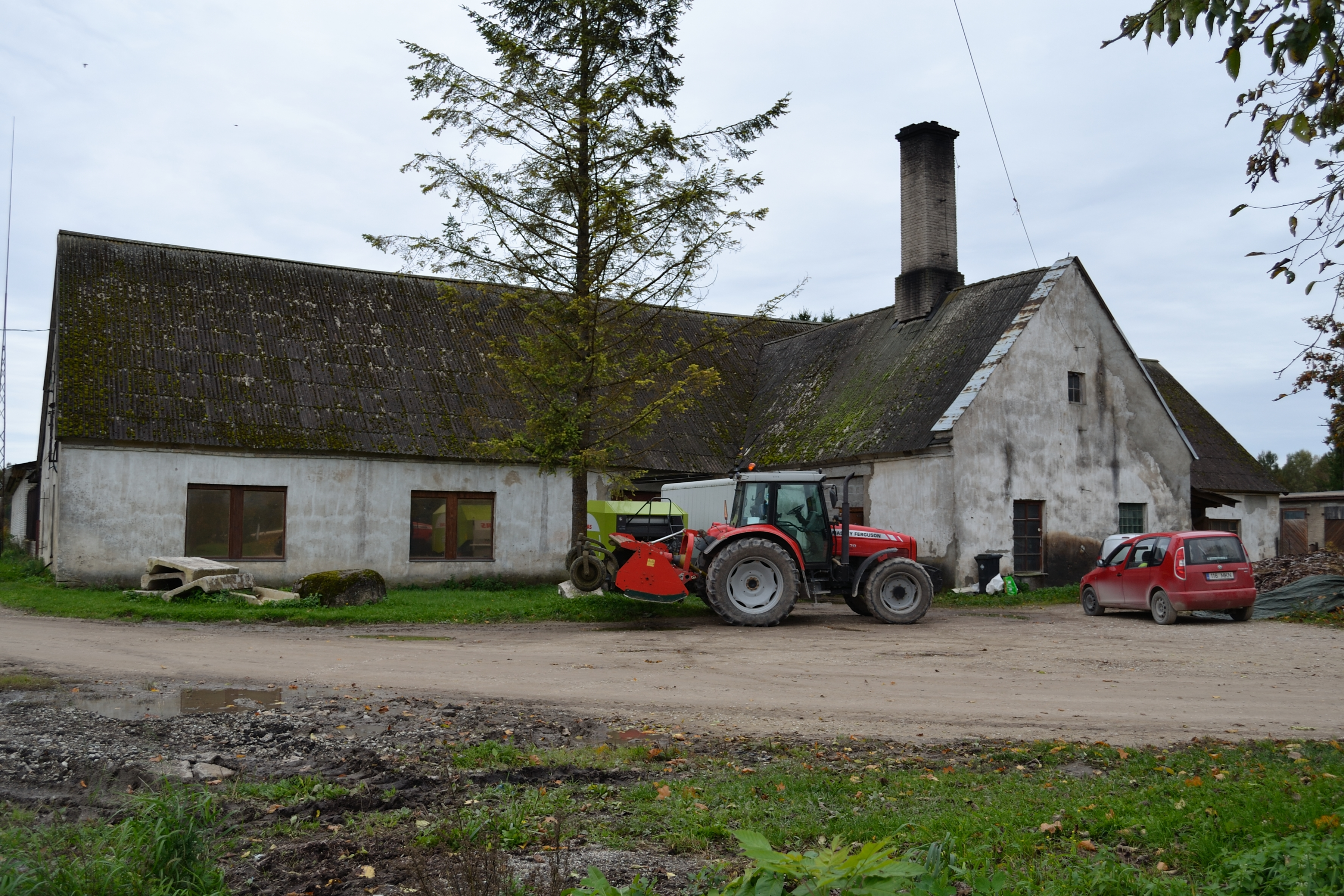
Schuur voor de dorsmachine
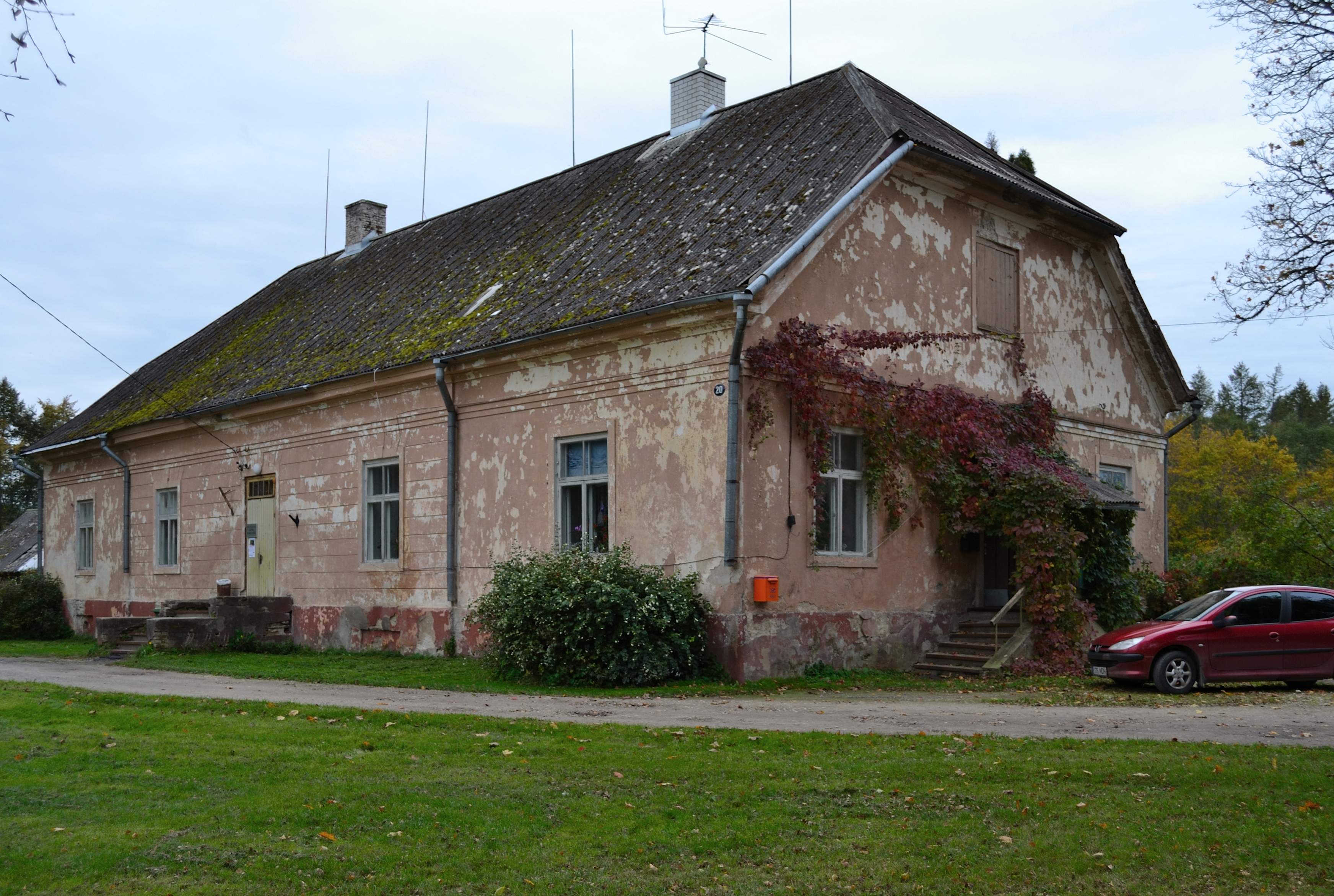
Huis van de opzichter
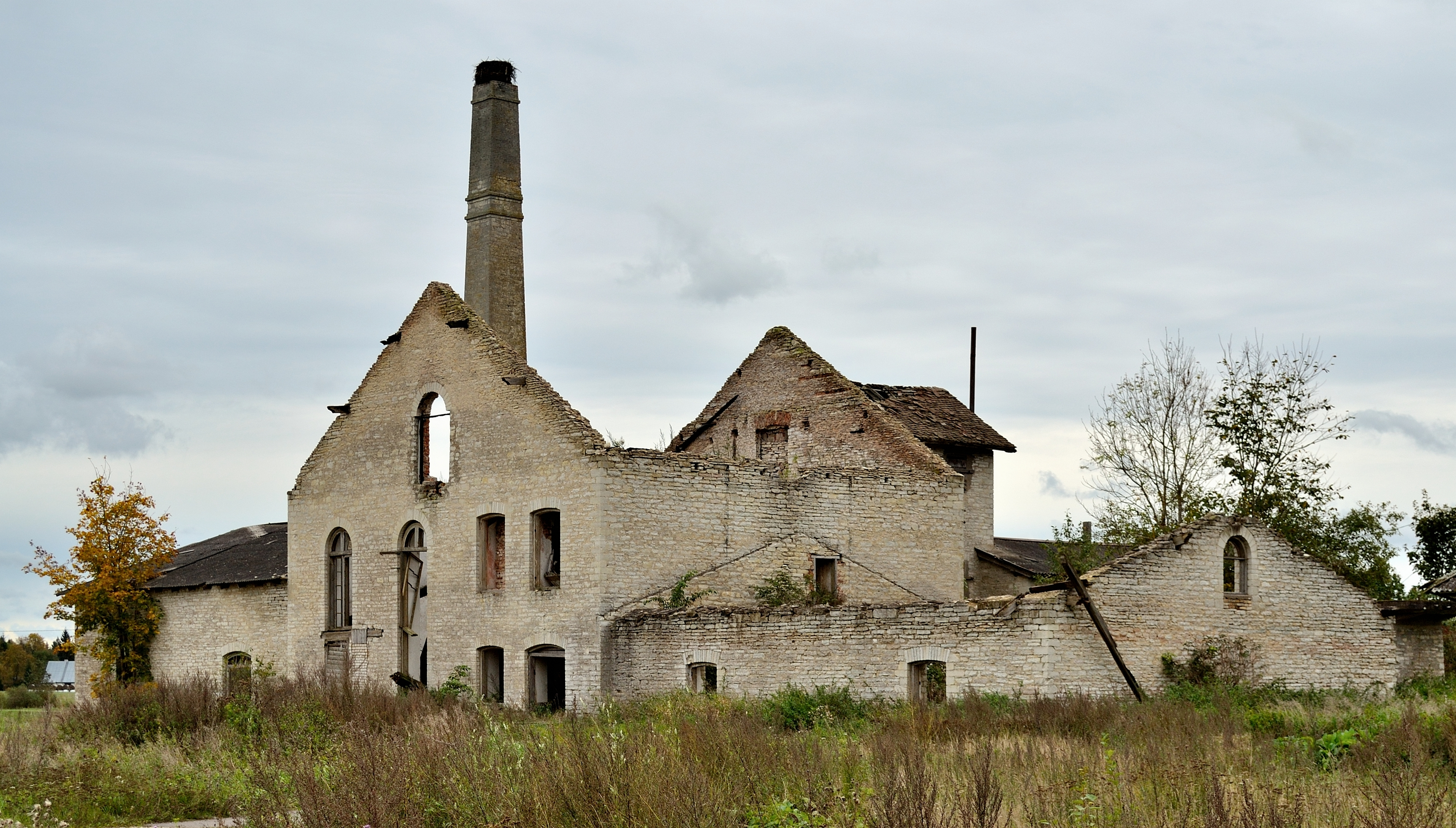
Restant van de wodkafabriek
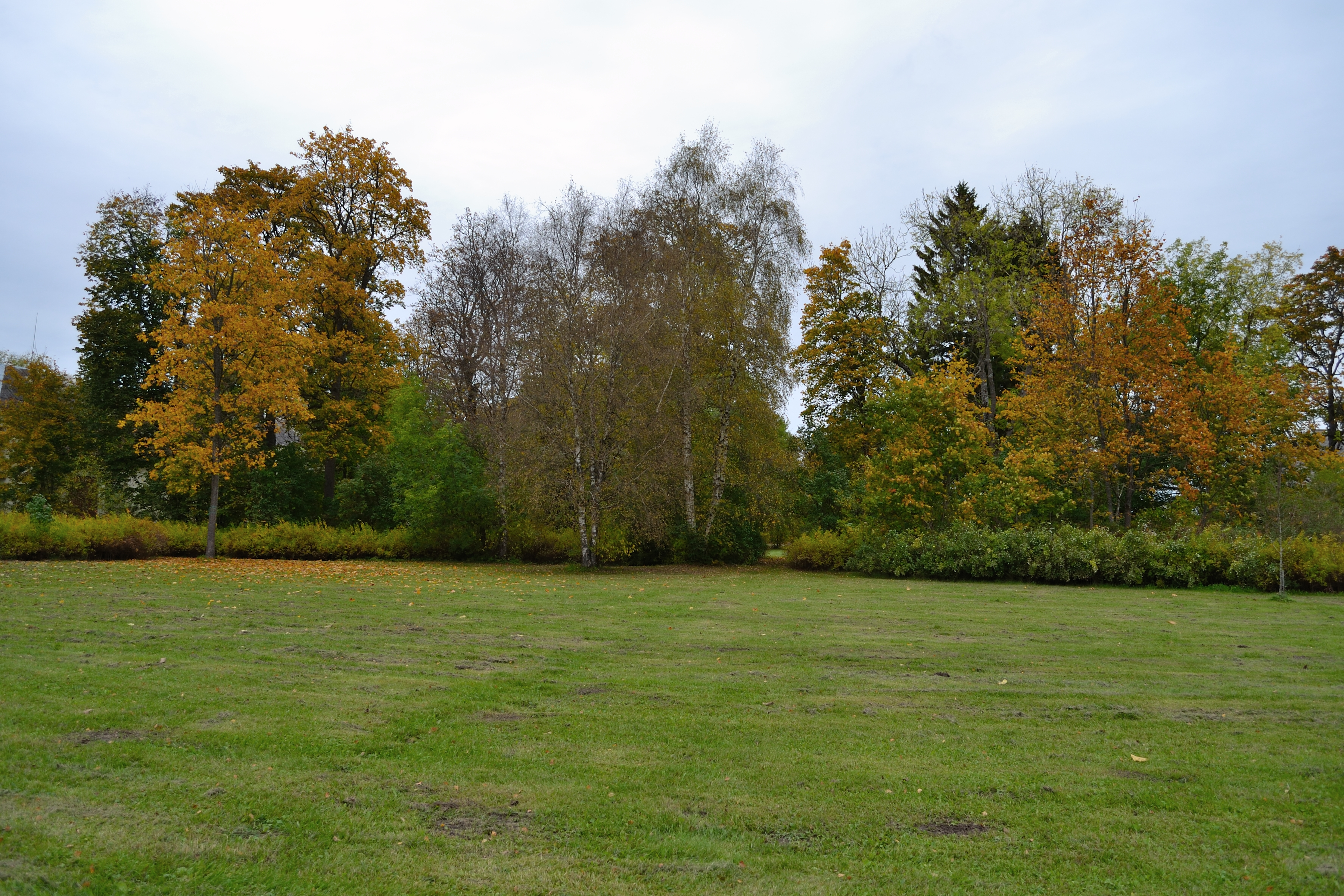
Het park bij het landhuis